# Bayern Rundfahrt 2000
La Bayern Rundfahrt 2000, dodicesima edizione della corsa, si svolse dal 17 al 21 maggio su un percorso di 890 km ripartiti in 5 tappe (la prima suddivisa in due semitappe), con partenza a Burghausen e arrivo a Aisch. Fu vinta dal tedesco Jens Voigt della Crédit Agricole davanti ai suoi connazionali Michael Rich e Tobias Steinhauser.

## Tappe
| Tappa  | Data      | Percorso                                    | km  | Vincitore di tappa | Leader cl. generale |
| ------ | --------- | ------------------------------------------- | --- | ------------------ | ------------------- |
| 1ª-1ª  | 17 maggio | Burghausen > Burghausen                     | 125 | Sven Teutenberg    | Sven Teutenberg     |
| 1ª-2ª  | 17 maggio | Burghausen > Burghausen (cron. individuale) | 12  | Michael Rich       | Michael Rich        |
| 2ª     | 18 maggio | Burghausen > Roding                         | 208 | Erik Zabel         | Jens Voigt          |
| 3ª     | 19 maggio | Roding > Bamberga                           | 218 | Massimo Strazzer   | Jens Voigt          |
| 4ª     | 20 maggio | Bamberga > Coburgo                          | 175 | Björn Glasner      | Jens Voigt          |
| 5ª     | 21 maggio | Coburgo > Aisch                             | 152 | Thierry Marichal   | Jens Voigt          |
| Totale | Totale    | Totale                                      | 890 |                    |                     |

## Dettagli delle tappe

### 1ª tappa - 1ª semitappa
- 17 maggio: Burghausen > Burghausen – 125 km

| Pos. | Corridore             | Squadra      | Tempo    |
| ---- | --------------------- | ------------ | -------- |
| 1    | Sven Teutenberg       | Gerolsteiner | 2h52'33" |
| 2    | Alessandro Cortinovis | Colpack      | s.t.     |
| 3    | Torsten Schmidt       | Gerolsteiner | a 16"    |

| Pos. | Corridore       | Squadra      | Tempo    |
| ---- | --------------- | ------------ | -------- |
| 1    | Sven Teutenberg | Gerolsteiner | 2h52'24" |

### 1ª tappa - 2ª semitappa
- 17 maggio: Burghausen > Burghausen (cron. individuale) – 12 km

| Pos. | Corridore          | Squadra         | Tempo  |
| ---- | ------------------ | --------------- | ------ |
| 1    | Michael Rich       | Gerolsteiner    | 14'16" |
| 2    | Jens Voigt         | Crédit Agricole | a 5"   |
| 3    | Tobias Steinhauser | Gerolsteiner    | a 12"  |

| Pos. | Corridore    | Squadra      | Tempo    |
| ---- | ------------ | ------------ | -------- |
| 1    | Michael Rich | Gerolsteiner | 3h07'08" |

### 2ª tappa
- 18 maggio: Burghausen > Roding – 208 km

| Pos. | Corridore     | Squadra         | Tempo    |
| ---- | ------------- | --------------- | -------- |
| 1    | Erik Zabel    | Telekom         | 4h52'30" |
| 2    | Thor Hushovd  | Crédit Agricole | s.t.     |
| 3    | Tom Vannoppen | Vlaanderen 2002 | s.t.     |

| Pos. | Corridore  | Squadra         | Tempo    |
| ---- | ---------- | --------------- | -------- |
| 1    | Jens Voigt | Crédit Agricole | 7h59'50" |

### 3ª tappa
- 19 maggio: Roding > Bamberga – 218 km

| Pos. | Corridore          | Squadra | Tempo    |
| ---- | ------------------ | ------- | -------- |
| 1    | Massimo Strazzer   | Alessio | 5h49'50" |
| 2    | Salvatore Commesso | Saeco   | s.t.     |
| 3    | Erik Zabel         | Telekom | s.t.     |

| Pos. | Corridore  | Squadra         | Tempo     |
| ---- | ---------- | --------------- | --------- |
| 1    | Jens Voigt | Crédit Agricole | 13h49'38" |

### 4ª tappa
- 20 maggio: Bamberga > Coburgo – 175 km

| Pos. | Corridore        | Squadra         | Tempo    |
| ---- | ---------------- | --------------- | -------- |
| 1    | Björn Glasner    | Cologne         | 4h25'52" |
| 2    | Massimo Strazzer | Alessio         | a 1'00"  |
| 3    | Thor Hushovd     | Crédit Agricole | s.t.     |

| Pos. | Corridore  | Squadra         | Tempo     |
| ---- | ---------- | --------------- | --------- |
| 1    | Jens Voigt | Crédit Agricole | 18h16'30" |

### 5ª tappa
- 21 maggio: Coburgo > Aisch – 152 km

| Pos. | Corridore          | Squadra      | Tempo    |
| ---- | ------------------ | ------------ | -------- |
| 1    | Thierry Marichal   | Lotto-Adecco | 3h40'10" |
| 2    | Stefano Casagranda | Alessio      | s.t.     |
| 3    | Erik Zabel         | Telekom      | a 2'19"  |

| Pos. | Corridore          | Squadra         | Tempo     |
| ---- | ------------------ | --------------- | --------- |
| 1    | Jens Voigt         | Crédit Agricole | 21h59'00" |
| 2    | Michael Rich       | Gerolsteiner    | a 4"      |
| 3    | Tobias Steinhauser | Gerolsteiner    | a 6"      |

## Classifiche finali

### Classifica generale
| Pos. | Corridore          | Squadra                     | Tempo     |
| ---- | ------------------ | --------------------------- | --------- |
| 1    | Jens Voigt         | Crédit Agricole             | 21h59'00" |
| 2    | Michael Rich       | Gerolsteiner                | a 4"      |
| 3    | Tobias Steinhauser | Gerolsteiner                | a 6"      |
| 4    | Thor Hushovd       | Crédit Agricole             | a 9"      |
| 5    | Jacky Durand       | Lotto-Adecco                | a 14"     |
| 6    | Sven Teutenberg    | Gerolsteiner                | a 19"     |
| 7    | Fabio Malberti     | Amica Chips-Tacconi Sport   | s.t.      |
| 8    | Rolf Aldag         | Team Deutsche Telekom       | a 32"     |
| 9    | Erwin Thijs        | Vlaanderen 2002-Eddy Merckx | a 36"     |
| 10   | Christopher Jenner | Crédit Agricole             | a 38"     |